# ビアンカ・ブシャ
ビャンカ・ブシャ（Бјанка Буша, Bjanka Buša, 1994年7月25日 - ）は、セルビアの女子バレーボール選手。セルビア代表。

## 来歴
2012年、トルコで開催された欧州ジュニア選手権に出場し、銀メダルを獲得した。セルビア国内リーグのOK Partizan Vizuraを経て、2015年にイタリアセリエAのObiettivo Risarcimento Vicenzaに入団した。同年にセルビア代表に初選出され、同年8-9月に開催されたワールドカップで銀メダルを獲得した。2016年、リオ五輪で銀メダルを獲得し、同年にルーマニアリーグのCSM Târgovișteに移籍した。
2018年の世界選手権で金メダルを獲得した。2019年の欧州選手権では連覇を果たした。

## 球歴
- 三大大会
  - オリンピック - 2016年、2021年、2024年
  - 世界選手権 - 2018年、2022年
  - ワールドカップ - 2015年、2019年
- その他大会
  - 欧州選手権 - 2015年、2017年、2019年

## 所属クラブ
- OKパルチザン・ヴィズラ（2010-2015年）
- Obiettivo Risarcimento Vicenza（2015-2016年）
- CSMトゥルゴヴィシュテ（2016-2017年）
- KPS Chemik Police（2017-2019年）
- CSMヴォレイ・アルバ・ブラジ（2019-2020年）
- フェネルバフチェ（2020-2021年）
- ロコモティフ・カリーニングラード（2021-2022年）
- PTT Spor（2022-2023年）
- ワクフバンク（2023-2024年）
- Aras Kargo SK（2024年-）